# 太陽核心
| 1. 太陽核心 2. 輻射層 3. 對流層 | 4. 光球 5. 色球 6. 日冕 | 7. 太陽黑子 8. 米粒組織 9. 日珥 |

太陽構造圖:

一般认为太陽核心是由太阳中心點至0.2倍太陽半徑的區域，是太陽系內溫度最高的地方。它的密度高達150,000 kg/m³（是地球上水的密度的150倍），溫度則為15,000,000K（作为對比太陽表面的溫度大約是5,770K）。
太阳核心由高温高密度的等离子体（离子和电子）组成，中心压力估计约为2,650万吉帕斯卡。由于中心的核聚变活动，太阳等离子体的中氢的质量占比从外核的约占70%，下降到中心的34%。
核心质量占太阳总质量的34%，但体积仅占3%，且产生了99%的太阳核聚变能。太阳中心的核聚变由两种不同的反应主导：质子-质子链反应（负责太阳大部分能量释放）以及CNO循环，反应的最终结果均为四个氢原子核融合成一个氦原子核。

## 组成成分
太阳的组成成分随着深度的增加而变化。在光球层（太阳的可见表面），氢约占73%至74%的质量，其余主要为氦，这与木星的大气组成以及大爆炸后最早星际气体的原始组成相同。在太阳内部，核聚变反应减少了氢的占比。氢的质量占比在到达核心半径后开始迅速下降（在太阳半径的25%处，氢仍占约70%质量），并在太阳核心内随半径急剧下降，直到在太阳中心降至约33%。剩余等离子体中含有约2%重元素，其余约65%则为氦。

## 能量供應

質子﹣質子鏈反應在太陽或更小的恆星上佔有主導的地位。

碳氮氧-I循環 - 氦核在左上方那一步驟釋放。。

太陽的能量主要來自將氫融合为氦時的核融合反應。核心是太陽內部唯一能經由核融合產生能量的地方，以陽光的形式釋放出熱，從核心向外傳輸的能量加熱了太陽其餘的部分。所有經由核融合產生的能量在太陽內部必須多次遊遍各個層次之後，才能以陽光或微粒的動能形式逃離太陽。

## 核心反应速率与平衡
在太阳核心内，每秒鐘大約有 3.6×1038 個質子（氫原子核）聚变成為氦原子核；每秒鐘 430 萬噸的質量轉換成能量；每秒鐘釋放出的能量是 3.87×1026 焦耳，相當於 9.1×1010 百萬噸TNT爆炸当量。核融合的效率取決於密度，所以融合的效率在核心會取得自動修正的平衡：融合速率略微升高將加速核心釋放出更多的熱量，熱膨脹會將質量向外推擠使密度略微下降使反應速率下降。這種速率下降造成核心的收縮和冷卻，又會加速融合的效率，使他再恢復到原來的状态。
然而，由于太阳核心中的氢原子核会逐渐聚变成更重密度更高的氦原子核，太阳会在主序星阶段逐渐变热。这会逐渐增加了核心的内部重力，促使核聚变速率逐渐提高。由于核心密度逐渐增大，这一过程会随着时间推移逐渐加速。在过去的四十五亿年中，太阳的亮度估计增加了30%，并将继续以每亿年1%的速度变亮。

## 能量的傳輸
在核融合釋放出的高能量光子（γ射線和X射線）經由迂迴曲折的路徑與減速，和在一定的吸收和再輻射轉換成更低的能量型態後，才能抵達太陽的對流層（相當於地球的地函），因此需要很長的時間才能抵達太陽的表面。 估計「光子旅行時間」可以長達5,000萬年，最短的也要17,000年。最后，光子穿過透明的光球層之後抵達表面，以可見光的型式離開太陽。在核心产生的单个γ射線光子在离开太阳進入太空之前，都已經通过吸收和再辐射被轉換成數百萬個可見光的光子。但同樣在核心產生，不同於光子的中微子，却几乎不与等离子体相互作用，因而几乎立刻就能抵達太陽的表面並逃逸入太空。許多年來，測量到的来自太阳的中微子數量都遠低於理論上的預測，因而產生了太陽中微子問題。直到最近才經由對中微子振盪的理解，解決了這個問題。